# Bánhorváti
Bánhorváti é um município da Hungria, situado no condado de Borsod-Abaúj-Zemplén. Tem 28,48 km² de área e sua população em 2015 foi estimada em 1.373 habitantes.